# The Golden Age of Grotesque
The Golden Age of Grotesque er bandet Marilyn Mansons ottende album, den første single fra albummet var "mOBSCENE" som der blev lavet en musikvideo til, det blev også lavet musikvideo til sangene "This Is the New Shit" og "(s)AINT". Forsangeren Marilyn Manson sagde at han havde fået meget inspiration fra 1920'ernes Berlin. 

## Track listing
1. "Thaeter" – 1:14 (Manson, Gacy, Skold)
2. "This Is the New Shit" – 4:19 (Manson, Skold)
3. "mOBSCENE" – 3:25 (Manson, 5)
4. "Doll-Dagga Buzz-Buzz Ziggety-Zag" – 4:11 (Manson, Skold)
5. "Use Your Fist and Not Your Mouth" – 3:34 (Manson, 5)
6. "The Golden Age of Grotesque" – 4:05 (Manson, 5)
7. "(s)AINT" – 3:42 (Manson, 5, Skold)
8. "Ka-boom Ka-boom" – 4:02 (Manson, 5, Skold)
9. "Slutgarden" – 4:06 (Manson, 5)
10. "♠" (often called "Spade") – 4:34 (Manson, 5)
11. "Para-noir" – 6:01 (Manson, 5, Skold, Gacy, )
12. "The Bright Young Things" – 4:19 (Manson, 5)
13. "Better of Two Evils" – 3:48 (Manson, 5, Skold, Gacy)
14. "Vodevil" – 4:39 (Manson, 5, Skold)
15. "Obsequey (The Death of Art)" – 1:48 (Manson, Skold)

### Englandbonus tracks
16. Tainted Love (Re-Tainted Interpretation) – 3:52
17. Baboon Rape Party – 2:41

### Australien/Tysklandbonus tracks
16. Tainted Love – 3:24

### Japanbonus tracks
16. Tainted Love – 3:24
17. Baboon Rape Party – 2:41
18. Paranoiac – 3:57